# Episothalma obscurata
Episothalma obscurata là một loài bướm đêm trong họ Geometridae.